# سکای
اسکای (به انگلیسی: Skye) بزرگ‌ترین و شمالی‌ترین جزیره بزرگ در گروه جزایر هبریدهای داخلی اسکاتلند است. شبه‌جزیره‌های پیرامون این جزیره به صورت پرتوهایی از یک مرکز کوهستانی مشتق شده‌اند.